# لغة سيلهيتية
سيلهيتي (السلهتية: ꠍꠤꠟꠐꠤ [sileʈi]) هي لغة هندية آرية يتحدث بها ما يقدر بنحو 11 مليون شخص، في المقام الأول في قسم سيلهيت في بنغلاديش، ووادي باراك في آسام، والأجزاء الشمالية من تريبورا في الهند. علاوة على ذلك، هناك أعداد كبيرة من المتحدثين باللغة السيلهيتية في ولايات ميغالايا ومانيبور وناغالاند الهندية بالإضافة إلى مجتمعات الشتات في المملكة المتحدة والولايات المتحدة وكندا والشرق الأوسط.
يُنظر إليها بشكل مختلف على أنها لهجة من اللغة البنغالية أو لغة في حد ذاتها. في حين أن معظم اللغويين يعتبرونها لغة مستقلة، بالنسبة للعديد من المتحدثين الأصليين، تشكل السيلهتي اللغة العامية ثنائية اللغة، بينما تشكل البنغالية القياسية المحاضرة المقننة. يعتبرها البعض بشكل غير صحيح شكلاً "فاسدًا" من اللغة البنغالية، وهناك تقارير عن تحول اللغة من السيلهتي إلى البنغالية القياسية في بنغلاديش والهند والشتات؛ على الرغم من أن السيلهتي تتمتع بحيوية أكبر من اللغة البنغالية القياسية في الولايات المتحدة.